# Lurcy-Lévis
Lurcy-Lévis – miejscowość i gmina we Francji, w regionie Owernia-Rodan-Alpy, w departamencie Allier.

## Demografia
Według danych na rok 1990 gminę zamieszkiwało 2080 osób, a gęstość zaludnienia wynosiła 29 osób/km². W styczniu 2015 r. Lurcy-Lévis zamieszkiwało 2071 osób, przy gęstości zaludnienia wynoszącej 28,9 osób/km².